# Apsley River (vattendrag i Australien, New South Wales)
Apsley River är ett vattendrag i Australien. Det ligger i delstaten New South Wales, i den sydöstra delen av landet, omkring 340 kilometer norr om delstatshuvudstaden Sydney.
I omgivningarna runt Apsley River växer i huvudsak städsegrön lövskog. Trakten runt Apsley River är nära nog obefolkad, med mindre än två invånare per kvadratkilometer. Genomsnittlig årsnederbörd är 1 534 millimeter. Den regnigaste månaden är januari, med i genomsnitt 315 mm nederbörd, och den torraste är oktober, med 7 mm nederbörd.